# Munster Open
Il Munster Open è stato un torneo professionistico di tennis giocato su campi in sintetico indoor. Faceva parte dell'ATP Challenger Series. Si giocava annualmente a Münster in Germania.

## Albo d'oro

### Singolare
| Anno | Campione      | Finalista        | Punteggio |
| ---- | ------------- | ---------------- | --------- |
| 1987 | Eric Jelen    | Jan Gunnarsson   | 6–4, 7–6  |
| 1988 | Michael Stich | Aleksandr Volkov | 6–3, 6–3  |

### Doppio
| Anno | Campioni                            | Finalisti                 | Punteggio     |
| ---- | ----------------------------------- | ------------------------- | ------------- |
| 1987 | Karel Nováček Marián Vajda          | Alex Antonitsch Tony Mmoh | 4–6, 7–6, 7–6 |
| 1988 | Andrej Ol'chovskij Aleksandr Volkov | Rolf Hertzog Goran Prpić  | 6–2, 6–0      |